# 扎斯塔瓦M92卡賓槍
扎斯塔瓦M92（塞爾維亞語：Застава М92）是由南斯拉夫扎斯塔瓦武器公司（Zastava Arms）設計及生產的短槍管突擊步槍，該槍是以扎斯塔瓦M85作基礎衍生而成的產品。

## 設計
扎斯塔瓦M92發射蘇聯的7.62×39毫米中間型威力槍彈，並以30發容量的鋼製彈匣（可與Zastava M70及其他AK步槍共用）供彈。該槍為一款以長行程導氣式活塞，轉拴式槍栓運作的突擊步槍，具選射功能（全自動、單發）和一個AKMS樣式可摺疊式槍托。（附帶一提，具有類似設計的武器還有AKMSU）與其他南斯拉夫製的AK樣式步槍相同，此槍的護木上有三個散熱孔，而蘇聯及俄羅斯原產的卻只有兩個。該槍配有一個消焰器，它能夠減低發射時所產生的槍口焰並讓射手能夠看到彈著點。就像許多卡賓槍一樣，扎斯塔瓦M92有著射程短和在全自動射擊時容易過熱、精度低、後座力大以及跟全尺寸步槍相比貫穿力較低的問題。然而也因為槍身短小而適合車輛人員、機組人員及特種部隊攜帶和使用，並有著高射速和高機動性等優點。

## 使用國
- 阿富汗
- 阿尔及利亚
- 刚果共和国
- 伊拉克
- 伊拉克库尔德斯坦
- 约旦
- 蒙特內哥羅
- 北馬其頓
- 巴勒斯坦
- 卢旺达
- 塞爾維亞
- 南斯拉夫联盟共和国

## 另見
- AKMSU
- AKS-74U
- 扎斯塔瓦M85
- 扎斯塔瓦M70
- 扎斯塔瓦M90
- 扎斯塔瓦M21

## 外部連結
- 扎斯塔瓦武器官網